# جوزيف لاشيل
جوزيف لاشيل (9 يوليو 1900 - 20 أغسطس 1989) مصور سينمائي أمريكي حصل على جائزة الأوسكار لأفضل تصوير سينمائي عن قيلم لورا (1944) ، وتم ترشيحه في ثماني مناسبات أخرى. بعض أهم أعماله هي فيلم لورا (1944) ، الذي نال عنه جائزة الأوسكار ؛ الملاك الساقط (1945) ؛ و رود هاوس (1948). يتذكره عمله مع أوتو بريمينجر وبيلي وايلدر.

## فيلموغرافيا
- همس سميث (1926)
- رومينغ مون  (1926).
- شعلة يوكون (1926) (مساعد الكاميرا)
- لغز برمودا (1944)
- الأرض السعيدة (1943)
- عشية عيد القديس مرقس (1944)
- خذها أو اتركها (1944)
- لورا (1944)

## روابط خارجية
- Joseph LaShelle في قاعدة بيانات الأفلام على الإنترنت
- جوزيف لاشيل على موقع فايند أغريف